# سرنجة (مقاطعة دورود)
سرنجة (بالفارسية: سرنجه) هي قرية تقع في قسم حشمت‌آباد الريفي (مقاطعة دورود) في إيران. يقدر عدد سكانها بـ 148 نسمة بحسب إحصاء 2016.